# WarMUX

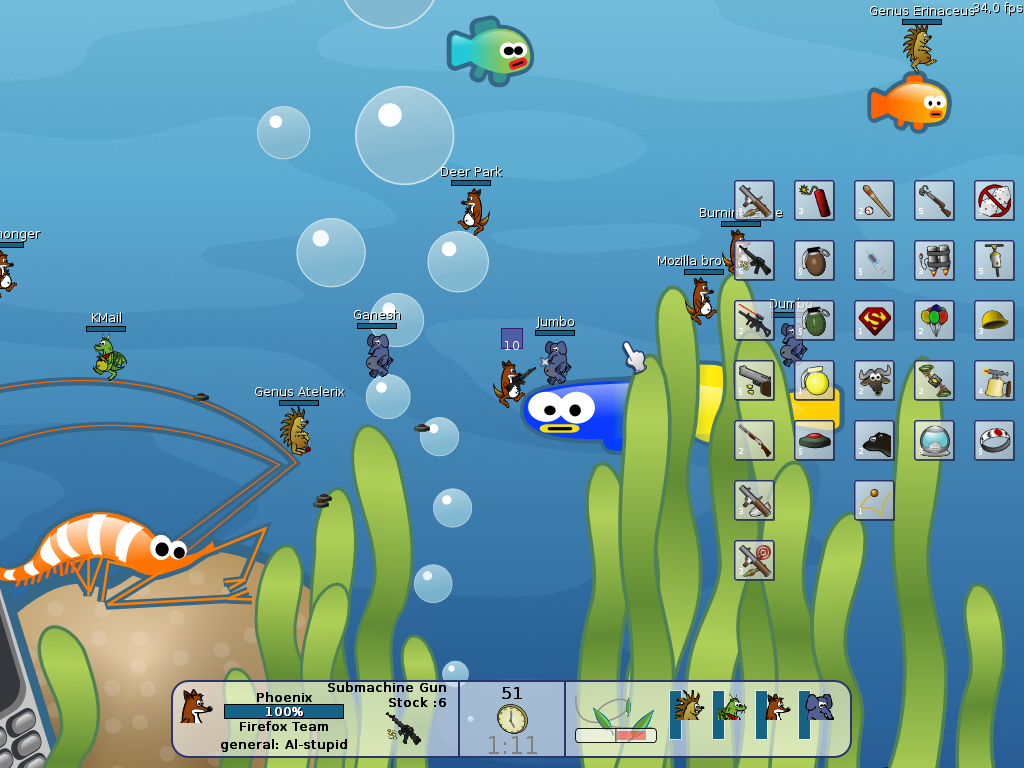
WarMUX 0.79

WarMUX (до 21 листопада 2010 року — Wormux) — вільна відеогра, зроблена за зразком Worms (черв'яків замінено пінгвінами, лисицями та іншими талісманами проєктів вільного та відкритого програмного забезпечення). Є версії під Linux, *BSD, Mac OS X, Haiku, Microsoft Windows, Android. Входить до складу деяких дистрибутивів Linux.

## Правила
Кожен із гравців (мінімум 2, під час гри на одному комп'ютері або по мережі у Wormux 0.8), керуючи командою, яку він вибрав, має знищити інших, використовуючи різні види озброєння.

## Озброєння
У версії 0.8 доступні до використання різні види гранатометів, автомати, пістолети, мисливські рушниці, снайперські гвинтівки, вогнемети, динаміт, різні види гранат, міни, ракети SuperTux, скажені антилопи та ін., а також бейсбольні бити та самогубства. Також є кілька спецзасобів, що допомагають пересуватися картами: телепорти, реактивні ранці, повітряні кульки тощо.

## Стандартні команди
- Beastie (демони *BSD)
- Firefox (лисиці)
- GNU (антилопи)
- Nupik (їжаки Edenwall)
- Spip (білки)
- Tux (пінгвіни Linux)
- Wilber (вілбери GIMP)
- Konqi (дракони KDE)
- OOo (чайки OpenOffice.org)
- PHP (слони)
- Pidgin (голуби)
- Snort (свинки)
- Thunderbird (буревісники)
- Workrave (вівці)
- Postfix (миші, від версії 0.9.0)
- Hexley[3] (качконоси Darwin, від версії 0.9.0)
- Bugzilla (Баггі, від версії 0.9.1)

тощо.

## Оновлення

### версія 0.8
- Доступна мережева гра
- Штучний інтелект (beta)

### версія 0.9
- Штучний інтелект
- Покращено якість мережевої гри

### версія 11.01
- Назву змінено на «WarMUX»
- Версія вказує на рік та місяць випуску
- Гру портовано на Android, Symbian³ і Maemo